# سیستم‌عامل اکسیژن
سیستم‌عامل اکسیژن (OxygenOS) یک نسخه سفارشی از سیستم عامل تلفن همراه اندروید است که توسط سازنده گوشی‌های هوشمند چینی وان پلاس منحصراً برای تلفن‌های هوشمند خود تولید شده‌است. این سیستم عامل برای بازار خارج از کشور آنها توسعه یافته‌است. نسخه دیگری از سیستم عامل نیز وجود دارد که به‌طور خاص برای بازار خانگی چین با نام سیستم عامل هیدروژن (HydrogenOS) است.
در مصاحبه ای که در ۳ سپتامبر ۲۰۱۶ منتشر شد، توسعه دهندگان XDA نشان دادند که وان پلاس «به‌طور فعال هر دو سیستم عامل (OxygenOS و HydrogenOS) را در یک سیستم عامل منسجم ادغام می‌کند».

## امکانات

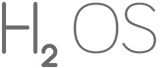
آرم HydrogenOS

از ویژگی‌های قابل توجه نسخه‌های ۲٫۰ و ۲٫۱٫۱ می‌توان به مجوزهای برنامه، ویوز MaxxAudio، صفحه کلید SwiftKey، حرکات خارج از صفحه، نمادهای سفارشی، حالت تاریک، حالت دوربین دستی و پشتیبانی RAW برای برنامه‌های شخص ثالث مانند دوربین FV-5 2.75 اشاره کرد.
در ۱۴ ژوئن ۲۰۱۶، وان پلاس OxygenOS 3.0 را منتشر کرد. این نسخه از اندروید با چند تغییر و تنظیم داخلی، مانند حرکات، قفسه و حالت تاریک توسط وان پلاس است.
در ۳۱ دسامبر سال ۲۰۱۶، وان پلاس OxygenOS 4.0.0 را بر اساس اندروید نوقا منتشر کرد و شامل ویژگی‌های آن و چندین اصلاح دیگر از طریق بارگیری OTA در دسترس عموم است.
در ۳۱ ژانویه ۲۰۱۸، وان پلاس OxygenOS 5.0.3 را بر اساس اندروید اوریو از طریق بارگیری OTA برای عموم منتشر کرد. در ماه مه سال ۲۰۱۸، وان پلاس وان پلاس 6 را با سیستم عامل اکسیژن مبتنی بر Android Oreo 8.1 راه اندازی کرد.
در ۲۹ اکتبر ۲۰۱۸، وان پلاس وان پلاس 6T را با سیستم عامل اکسیژن ۹٫۰ مبتنی بر اندروید پای راه اندازی کرد.
در ۲۵ دسامبر ۲۰۱۸، وان پلاس OxygenOS 9.0.0 را بر اساس Android Pie برای وان پلاس 5 / 5T از طریق بارگیری OTA برای عموم منتشر کرد.

### مسائل خصوصی
در ۱۰ اکتبر ۲۰۱۷، یک محقق امنیتی کشف کرد که یک سرویس سیستم عامل اکسیژن با نام "DeviceManagerService" داده‌های حساس را جمع‌آوری کرده و آن را به سرورهای وان پلاس ارسال می‌کند. این سرویس بسیاری از نقاط داده از جمله شماره سریال دستگاه، شماره تلفن، IMEI، اتصالات شبکه و سوابق هنگام فعالیت کاربر را در هر برنامه جمع‌آوری می‌کند. کاربران می‌توانند سرویس سیستم را از طریق ADB  حذف کنند. بعداً، وان پلاس بیانیه ای راجع به جمع‌آوری داده‌ها و تجزیه و تحلیل‌ها منتشر کرد و ادعا کرد که داده‌ها فقط برای بهبود و بهینه‌سازی سیستم مورد استفاده قرار می‌گیرند، با اشخاص ثالث به اشتراک گذاشته نمی‌شوند و در تنظیمات سیستم توسط کاربران غیرفعال می‌شوند. وان پلاس همچنین می‌گوید که آنها در حال بازنگری در مکانیزم تجزیه و تحلیل داده‌ها هستند و دیگر داده‌های خاصی را جمع‌آوری نخواهند کرد.

## نسخه 13 سیستم عامل اکسیژن
OnePlus چند هفته پیش  نسخه بتای Open OxygenOS 13 مبتنی بر Android 13 را برای OnePlus 9RT منتشر کرد و اکنون این OnePlus 10T است که از طریق برنامه بتا طعم جدیدترین نسخه اندروید سفارشی سازنده تلفن چینی را می چشد، البته فقط در هند.
نسخه بتای Open OxygenOS 13 با طراحی Aquamorphic و نوع جدیدی از Always-On Display علاوه بر برخی بهینه سازی ها، بهبودها و ویژگی های جدید ارائه می شود.

## تاریخ
در سال ۲۰۱۴ وان پلاس برای جستجوی نام، مسابقه "نام گذاری ROM" را برگزار کردند. در ۳۰ ژانویه ۲۰۱۵، وان پلاس رسماً نام‌های OxygenOS و HydrogenOS را اعلام کرد. برنده این مسابقه ،Midifire از بلژیک، به دفتر مرکزی آنها در شنزن دعوت شد، جایی که وی به همراه مدیرعامل آنها پیت لاو به دیدار با تیم رفت.